# ローラ・B02/00
ローラ・B02/00 (Lola B02/00) は、ローラが設計・製造したオープンホイールレーシングカーである。2002年から2006年までCART（チャンプカー）で使用された。コンストラクターズタイトル、ドライバーズタイトル4回獲得し、2007年にパノス・DP01に引き継がれた。

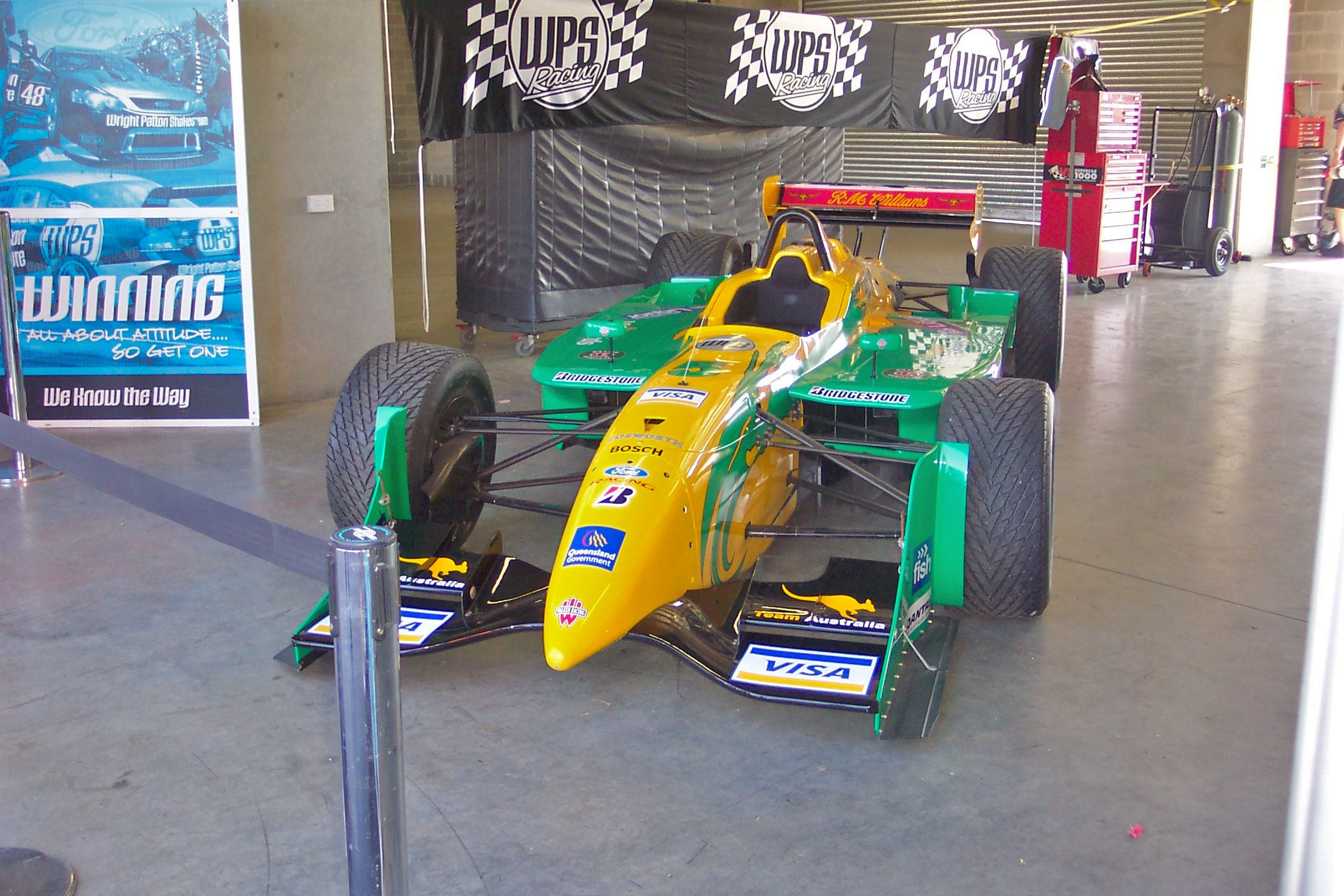
ローラ・B02/00（2006年、チーム・オーストラリア（英語版）車両）
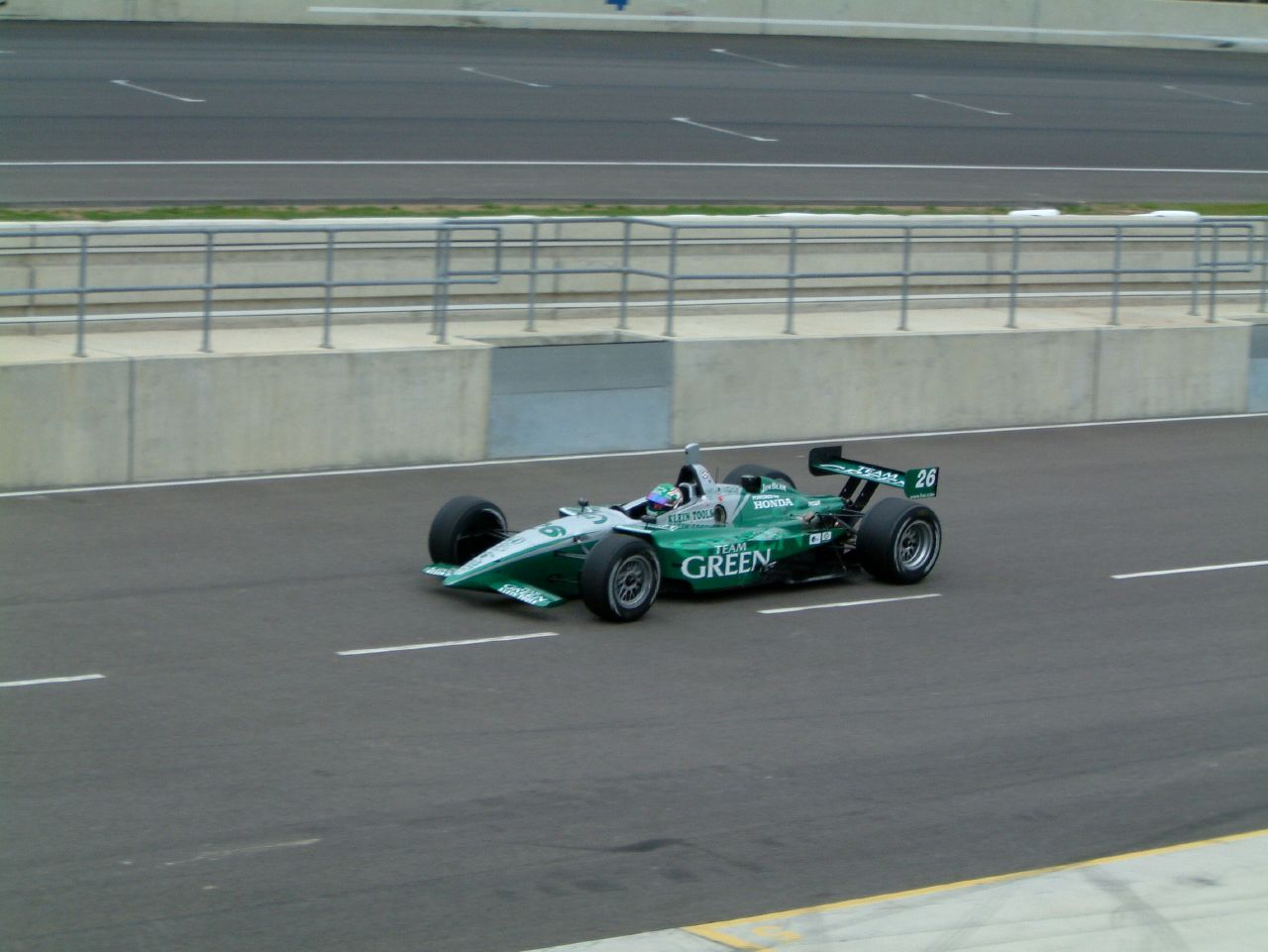
ロッキンガム・モータースピードウェイ（英語版）でのB02/00（2002年シュア・フォー・メン・ロッキンガム500練習走行にて）
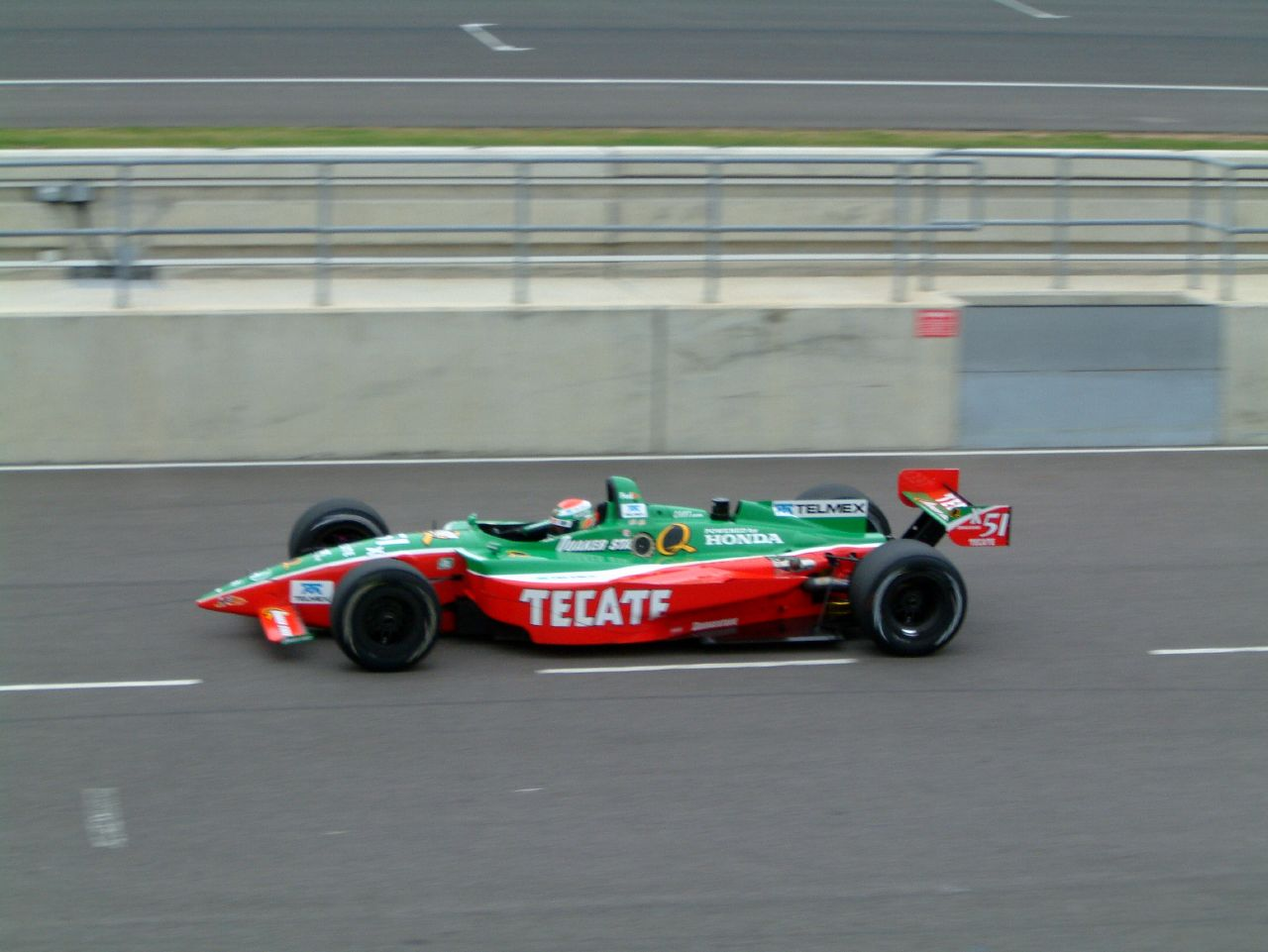
エイドリアン・フェルナンデスが駆るB02/00
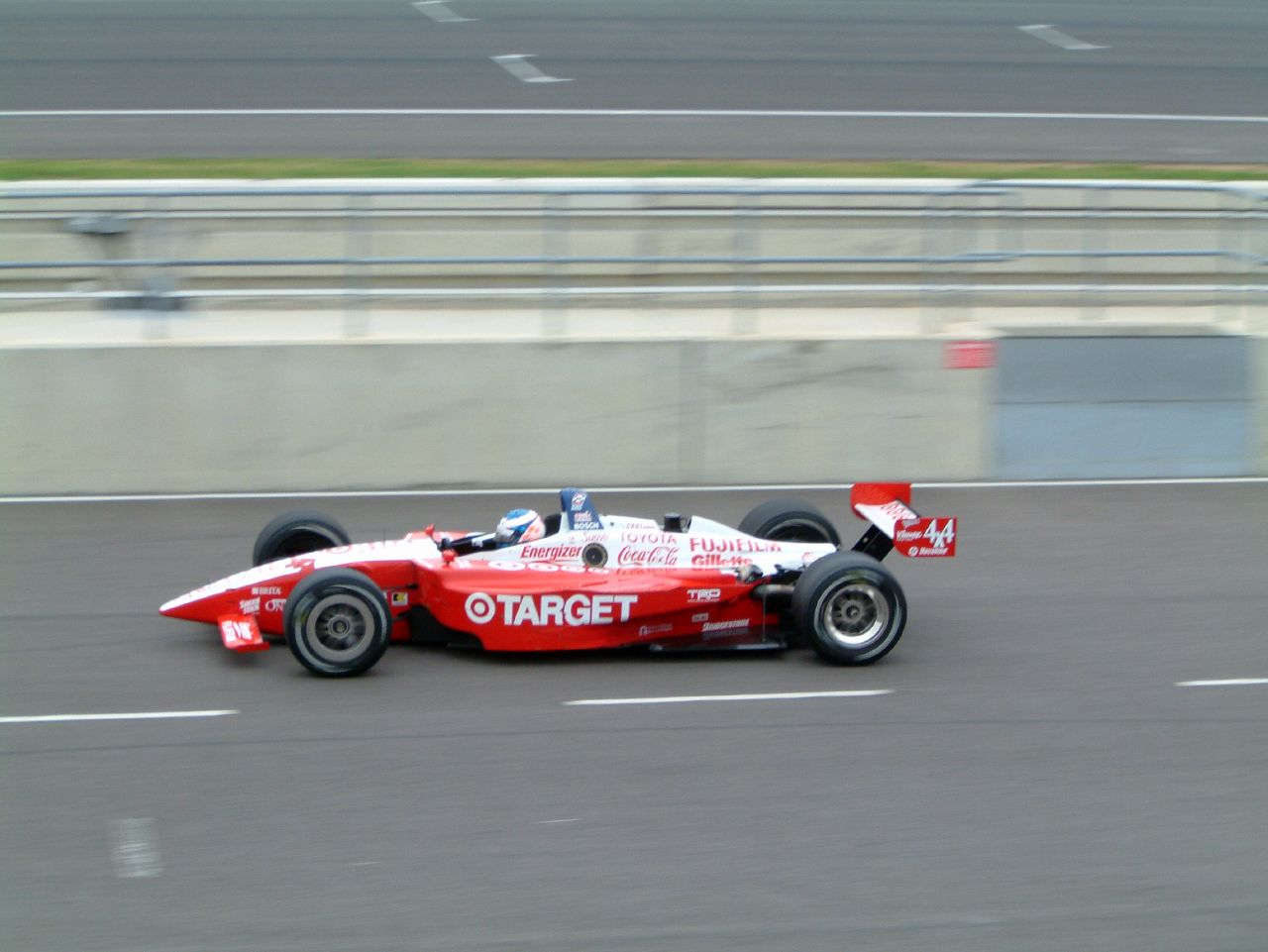
スコット・ディクソンが駆るB02/00